# قنطيون إفريقي بيتري
قنطيون أفريقي بيتري (الاسم العلمي:Afrocanthium peteri) هو نوع من النباتات يتبع جنس القنطيون الأفريقي من الفصيلة الفوية.